# Friedrich Konrad Beilstein
Friedrich Konrad Beilstein (ryska: Фёдор Фёдорович Бейльштейн, Fjodor Fjodorovitj Bejlsjtejn), född 17 februari 1838 i Sankt Petersburg, Ryska riket, död 18 oktober 1906 i Sankt Petersburg, var en rysk kemist, som var professor vid tekniska högskolan i Sankt Petersburg. Beilstein, som särskilt studerade de aromatiska föreningarnas kemi, har bland annat författat Handbuch der organischen Chemie (3:e upplagan, 4 band, med 5 supplementband 1892-1906), samt en internationellt använd uppslagsbok. Handboken är nu känd som Beilsteindatabasen.

## Biografi
Beilstein föddes i en familj av tysk härkomst och även om han behärskade det ryska språket, utbildades han i en tysk skola. Vid 15 års ålder reste han till universitetet i Heidelberg där han studerade kemi under handledning av Robert Bunsen. Efter två år flyttade han till universitetet i München och blev elev till Justus Liebig, men återvände snart till Heidelberg. Där uppväcktes hans intresse och preferens för organisk kemi, som blev hans huvudämne. Han gjorde doktorandarbete under handledning av Friedrich Wöhler vid universitetet i Göttingen och avlade sin doktorsexamen i februari 1858. 

## Karriär och vetenskapligt arbete
För att öka sin skicklighet och erfarenhet åkte Beilstein till Paris för att arbeta med Adolphe Wurtz och Charles Friedel. Hösten 1859 accepterade han en inbjudan till en tjänst som laboratorieassistent vid universitetet i Breslau som han erbjöds av Carl Jacob Löwig, men ändrade den snart till Göttingen. Där blev han privatdozent och föreläste i organisk kemi. År 1865 fick han titeln "Professor Extraordinarius" (biträdande professor) och blev samtidigt redaktör för tidskriften Zeitschrift für anorganische und allgemeine Chemie. Hans forskning under den tiden var inriktad på isomerismen hos derivaten i bensenserien. I synnerhet upptäckte han relationerna mellan klorotoluen och bensylklorid. 
I Göttingen började Beilstein samla systematiska anteckningar om organiska föreningar som slutligen ledde till produktionen av hans berömda handbok som publicerades i Hamburg. Den första upplagan, som Beilstein sammanställde på egen hand, utkom 1881–83 i två band och var snabbt slutsåld. Den andra upplagan började dyka upp 1886 och fyllde tre volymer av större storlek än den första. Den tredje upplagan påbörjades 1893 och dess fyra band blev otympliga. Den stod klar år 1900 och har kompletterats med fyra stora volymer tillägg redigerade av Gesellschaft Deutscher Chemiker, som blev innehavare av handboken. S.R Heller. Beilstein online-databas en introduktion. The Beilstein Online Database ACS Symposium Series; American Chemical Society: Washington, DC, 1990.
År 1866 återvände Beilstein till St Petersburg där han blev professor i kemi vid Imperial Technological Institute. Där fortsatte han sin forskning om isomerism i den aromatiska serien. År 1881 blev Beilstein medlem av den Ryska Vetenskapsakademin, en position i samband med en god inkomst, en privat bostad och ett laboratorium. Leicester påpekar att Beilstein var för valet av Dmitri Mendeleev, men Mendeleevs kandidatur lyckades aldrig. Kort efter valet lämnade Beilstein professuren för forskning, sammanställning av sin handbok och sin favorithobby, musik. Han var också mycket förtjust i att resa och tillbringade flera månader varje år i Europa. Han förblev ungkarl hela sitt liv, men adopterade en dotter som var hans följeslagare under senare år. Han dog plötsligt, av stroke 1906.